# Cascada Victoria

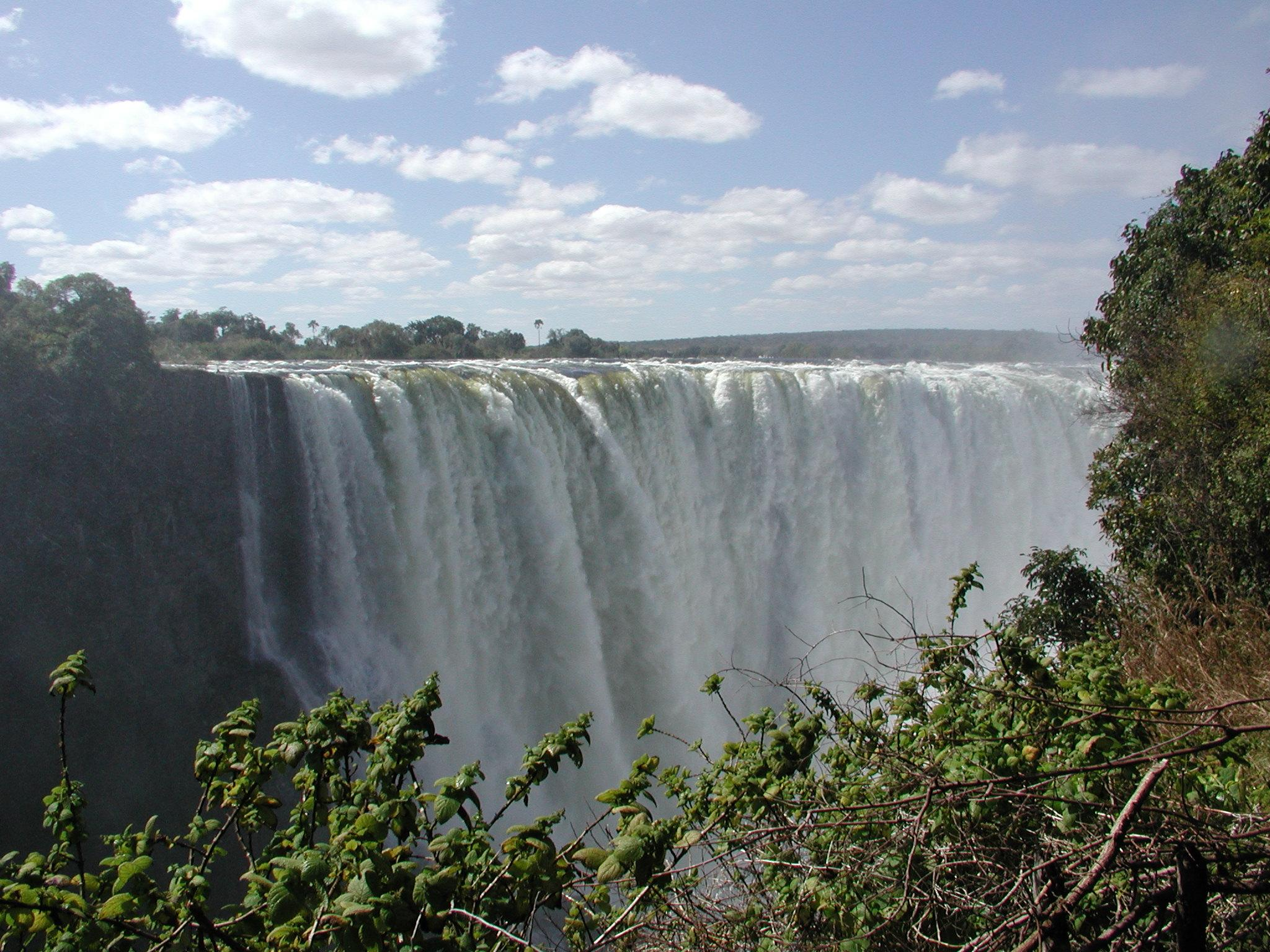
Cascada Victoria

Cascada Victoria se găsește pe cursul fluviului african Zambezi, la granița dintre Zimbabwe și Zambia, între orașele Victoria Falls și Livingstone, fiind declarată în 1989 de UNESCO monument al naturii. Este cea mai lata cascada și una dintre cele mai înalte cascade din lume (cea mai înalta fiind cascada Angel din Venezuela).
Primul european care a ajuns la cascadă, la 16 noiembrie 1855, a fost scoțianul David Livingstone, misionar și cercetător al Africii, numind-o „Victoria” în cinstea reginei Victoria a Angliei. După convingerea sa fluviul Zambezi era „calea Domnului” pentru creștinarea necredincioșilor din Africa de Sud.

## Descriere
Băștinașii Kolo numesc cascada Mosi-oa-Tunya = „Fumul tunător” - de la ceața provenită din pulverizarea apei care se înalță până la 30 de m peste apă și este vizibilă de la o distanță de 30 km. Cascada este situată pe cursul fluviului Zambezi, apele acestuia căzând în cataracte de la o înălțime de 110 m. Lățimea maximă a cascadei este de 1.708 m, iar debitul de 170 - 10.000 m³/s. Această variație mare a debitului de apă se datorează anotimpului secetos (septembrie și octombrie) respectiv ploios (februarie și martie).
Existența și dezvoltarea pădurii ecuatoriale din regiune este datorită aburilor de apă produși continuu de cascadă.
Parcul național "Mosi-Oa-Tunya", unde se află cascada, se întinde pe o suprafață de 68,6 km² și este pus sub protecție din anul 1934, devenind parc zoologic în anul 1972. Parcul este situat amonte de cascadă; el dispune de drumuri amenajate și o faună și floră bogată.

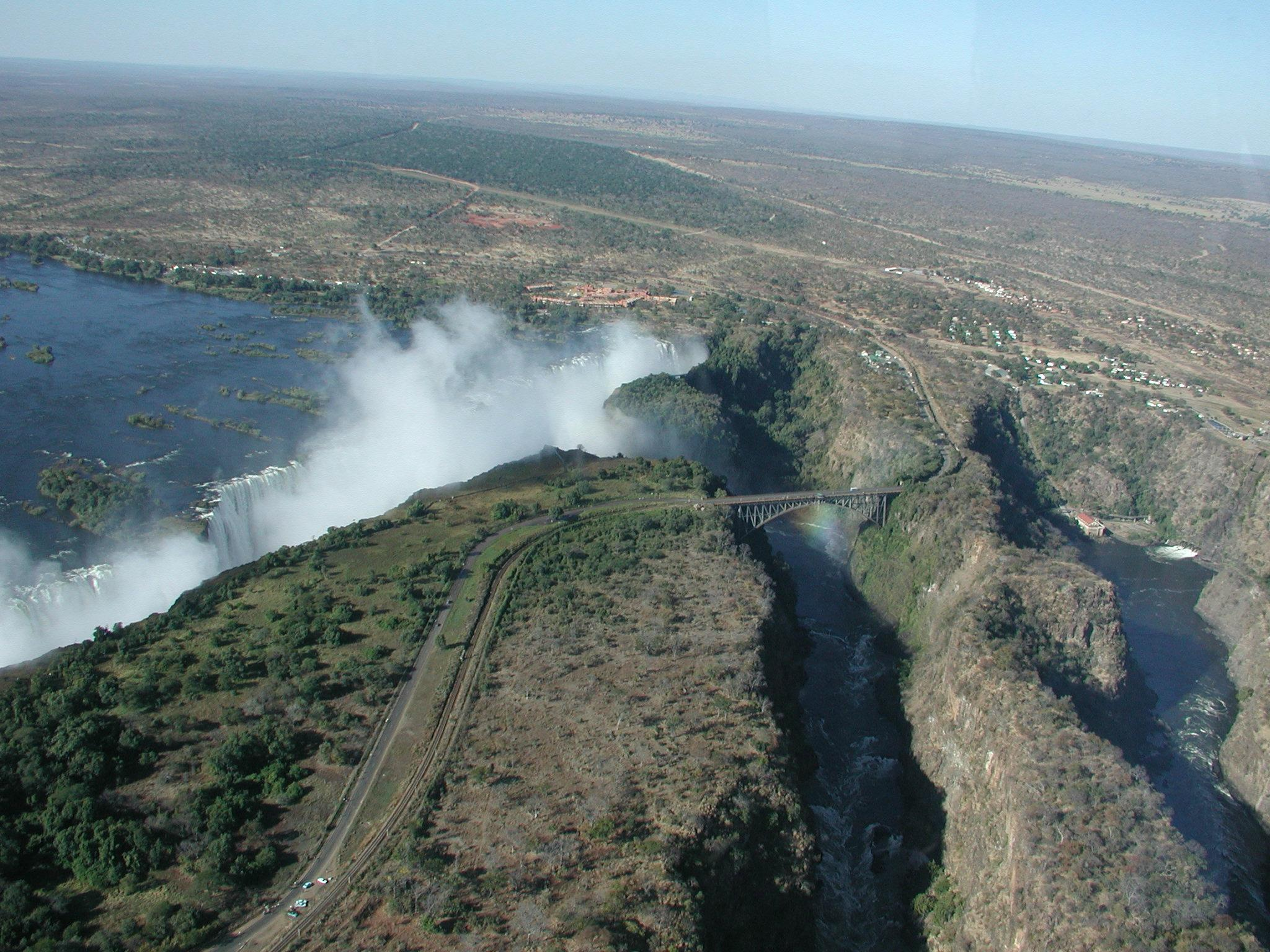
Vedere de sus a cascadei

Dovedindu-se de netrecut, cascada separă cursul superior de cel mijlociu al fluviului. Cataracta îngustă are un singur canion de ieșire, care pe o distanță de câțiva kilometri în aval are un curs șerpuit. Această regiune este prima parte a cursului mijlociu al fluviului, ce se întinde de aici până la barajul Cabora-Bassa în Mozambic, străbătând pe acest parcurs numeroase alte cataracte.
Ceea ce impresionează pe vizitatori este și ceața de apă văzută de la o distanță de mai mulți kilometri, care crește împreună cu vuietul apelor pe măsură ce ne apropiem.

## Geologie
O parte din fenomenele din regiunea cascadei sunt și azi o enigmă pentru geologi.
Cataracta este orientată pe direcția nord-vest spre sud-est, pe fundul ei existând roci sedimentare cu durități diverse.
Fluviul e navigabil pe o lungime de 120 km, fiind folosit de turiști și sportivi cu ambarcațiuni sportive.
Un conflict s-a iscat între cei care urmăresc protejarea naturii din această regiune și necesitatea economică de a construi o nouă hidrocentrală. Astfel, guvernul din Zambezi planifică un nou baraj pe cataracta Batoka. După barajele Kariba și Cabora-Bassa acest baraj ar fi al treilea baraj pe Zambezi, ceea ce ar produce daune ireparabile florei, faunei și peisajului care atrage turiștii.

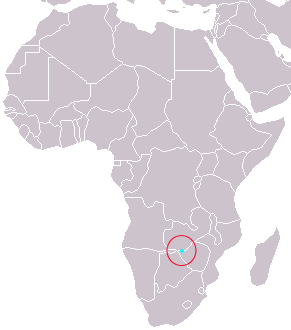
Așezarea cascadei
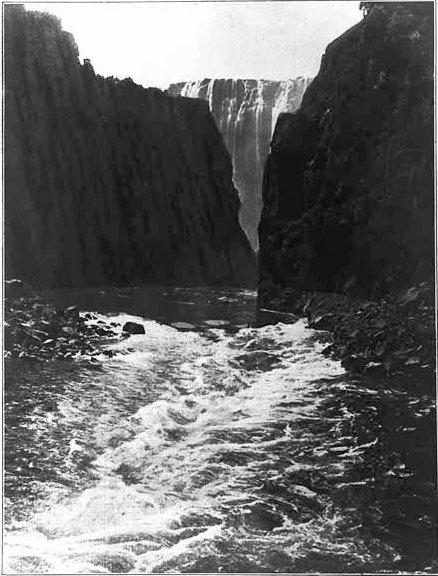
Cataracta „Boiling” (fierbătoare)
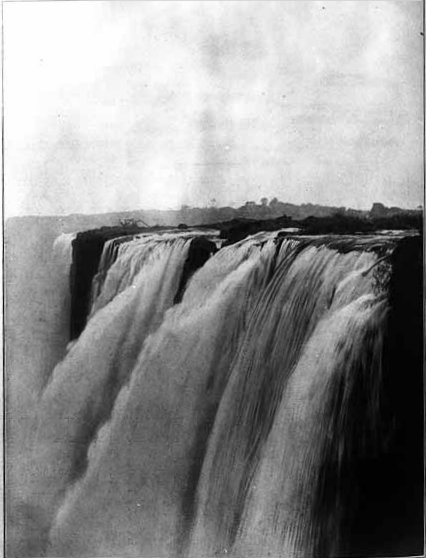
Cascada principală văzută de pe insula Livingstone